# Ponerinae
Ponerinae – podrodzina mrówek. Obejmuje ponad 1200 opisanych gatunków. Kosmopolityczna.

## Taksonomia
Takson ten wprowadzony został w 1835 roku przez A.L.M. Lepeletiera de Saint Fargeau pod nazwą Ponerites. Przez niektórych późniejszych autorów wyróżniany był jako rodzina, współcześnie stanowi podrodzinę mrówek. Barry Bolton w 2003 roku zaliczył Ponerinae wraz z pięcioma innymi podrodzinami do mrówek poneromorficznych (poneromorph). Później określane były jako jedna z podrodzin poneroidalnych. W 2013 roku Schmidt przeprowadził analizę filogenetyczną podrodziny, a w 2014 wraz z Shattuckiem dokonali rewizji podziału na plemiona i rodzaje, z pominięciem cech samców, które to pozostają nieznane dla 9 rodzajów. Według stanu na 2016 rok do rodziny tej zalicza się 1212 gatunków, zgrupowanych w 47 rodzajach. Rodzaje te rozdziela się pomiędzy dwa plemiona: Ponerini i Platythyreini, przy czym wymarłych rodzajów: Afropone, Eogorgites, Eoponerites, Furcisutura, Longicapitia i Taphopone nie zaliczono do żadnego z nich i są w obrębie podrodziny traktowane jako incertae sedis.

## Opis
Zaliczane tu mrówki mają toruli czułków położone daleko w tył od przedniej krawędzi nadustka i przednie skrzydła z przynajmniej czterema zamkniętymi komórkami. Jedynym wyjątkiem od cech jest Dolioponera o trzech komórkach na przednim skrzydle. Zwykle występują płatki pozatułowiowe i jugalne. Sternum i tergum petiolusa są wyraźnie zaznaczone. Odwłok odznacza się nieząbkowanym dziewiątym sternum i zwykle obecnym cinctus pomiędzy pretergitem a posttergitem czwartego segmentu. Unikalną wśród mrówek cechą samców z tej podrodziny może być kolcowate ósme tergum odwłoka, jednak cecha ta nie występuje u wszystkich i może być zmienna nawet w obrębie danego gatunku.

## Występowanie
Takson kosmopolityczny.